# Karłowice (powiat ostrowski)
Karłowice – osada leśna w Polsce położona w województwie wielkopolskim, w powiecie ostrowskim, w gminie Odolanów.